# Kenji Suzuki
Kenji Suzuki (鈴木 健児 Suzuki Kenji?, nacido el 3 de septiembre de 1986 en Akita) es un exfutbolista japonés. Jugaba de centrocampista y su último club fue el Tochigi Uva FC de Japón.

## Trayectoria

### Clubes
| Club                     | País  | Año         |
| ------------------------ | ----- | ----------- |
| FC Tokyo                 | Japón | 2005 - 2008 |
| Albirex Niigata Singapur | Japón | 2006        |
| Gainare Tottori          | Japón | 2008 - 2010 |
| Blaublitz Akita          | Japón | 2011 - 2015 |
| Tochigi Uva FC           | Japón | 2016        |

## Estadística de carrera

### J. League
| Club            | Año   | J. League | J. League | Copa J. League | Copa J. League | Total | Total |
| Club            | Año   | Part.     | Goles     | Part.          | Goles          | Part. | Goles |
| --------------- | ----- | --------- | --------- | -------------- | -------------- | ----- | ----- |
| FC Tokyo        | 2005  | 0         | 0         | 0              | 0              | 0     | 0     |
| FC Tokyo        | 2007  | 0         | 0         | 0              | 0              | 0     | 0     |
| FC Tokyo        | 2008  | 0         | 0         | 0              | 0              | 0     | 0     |
| Blaublitz Akita | 2014  | 16        | 0         | -              | -              | 16    | 0     |
| Blaublitz Akita | 2015  | 2         | 0         | -              | -              | 2     | 0     |
| Total           | Total | 18        | 0         | 0              | 0              | 18    | 0     |